# 笠井正俊
笠井 正俊（かさい まさとし、1963年 - ）は、日本の法学者。専門は民事訴訟法。京都大学教授。2018年現在、司法試験考査委員。

## 略歴
- 1986年 - 京都大学法学部卒業、司法修習生
- 1988年 - 判事補任官
- 1996年 - 判事補退官、京都大学大学院法学研究科助教授
- 2000年 - LL.M.（ニューヨーク大学・ロー・スクール）
- 2002年 - 京都大学教授

## 著作

### 共著
- （山本和彦・中西正・沖野眞已・水元宏典）『倒産法概説』（弘文堂、初版2006年、第2版2010年）
- （山本和彦編）『倒産法演習ノート』（弘文堂、初版2009年、第2版2012年）
- （三木浩一・垣内秀介・菱田雄郷）『民事訴訟法』（有斐閣）〔共著〕

### 共編著
- （長谷部由起子・山本弘・松下淳一・山本和彦・菱田雄郷）『ケースブック民事訴訟法』（弘文堂、初版2004年、第2版2005年、第3版2010年、第4版2013年）
- （長谷部由起子・山本弘）『基礎演習民事訴訟法』（弘文堂、初版2010年、第2版2013年）
- （越山和広）『新・コンメンタール民事訴訟法』（日本評論社、初版2010年、第2版2013年）

### 部分執筆・分担執筆
- 「確定判決についての請求異議事由の証明責任」（青山善充先生古稀祝賀論文集『民事手続法学の新たな地平』（有斐閣）561-581頁、2009年）
- 「簡易再生・同意再生」（福永有利監修『詳解民事再生法』（民事法研究会）608-624頁、2009年）
- 「事故の被害者が別の原因で死亡した場合」、「不法行為における過失相殺」〔それぞれ民事訴訟法上の問題について〕（鎌田薫ほか編『民事法Ⅲ〔第2版〕』（日本評論社）287-293、300-308、395-403頁、2010年）
- 「民事再生法2条、14章「再生手続と破産手続との間の移行」概説、246条から254条まで」（全国倒産処理弁護士ネットワーク編『新注釈民事再生法【上】〔第2版〕』（金融財政事情研究会）17-20頁、『新注釈民事再生法【下】〔第2版〕』558-607頁、2010年）
- 「否認権行使の要件」（園尾隆司ほか編『最新実務解説一問一答民事再生法』（青林書院）331-339頁、2011年）
- 「民事訴訟法92条の2から92条の9まで」（賀集唱・松本博之・加藤新太郎編『基本法コンメンタール新民事訴訟法1〔第3版追補版〕』（日本評論社）228-243頁、2012年）
- 「民事保全法37条から40条まで」（加藤新太郎・山本和彦編『裁判例コンメンタール民事保全法』（立花書房）334-400頁、2012年）
- 「口頭弁論とは」（池田辰夫編『アクチュアル民事訴訟法』（法律文化社）74-90頁、2012年）
- 「民事調停の機能に関する一考察」（平野仁彦・亀本洋・川濵昇編『現代法の変容』（有斐閣）97-124頁、2013年）
- 「担保権を巡る訴訟」（島岡大雄ほか編『倒産と訴訟』（商事法務）544-560頁、2013年）
- 「遺産分割審判における遺産の範囲の判断と当事者主義」（田原睦夫先生古稀・最高裁判事退官記念論文集『現代民事法の実務と理論（下巻）』（金融財政事情研究会）1194－1227頁、2013年）
- 「破産手続における否認権」（谷口安平監修、山本克己・中西正編『レクチャー倒産法』（法律文化社）109-136頁、2013年）
- 「民事再生法5条から8条まで、112条、112条の2、113条」（園尾隆司・小林秀之編『条解民事再生法〔第3版〕』（弘文堂）12-27、578-585頁、2013年）

## 論文その他

### 論文
- 「行政事件訴訟における証明責任・要件事実」（法学論叢164巻1～6号320-340頁、2009年）
- 「要件事実論と民事訴訟」（ジュリスト増刊・民事訴訟法の争点160-161頁、2009年）
- 「消費者団体訴訟の対象に関する法改正と請求制限効の範囲」（消費者法ニュース79号187-188頁、2009年）
- 「会社の被告取締役側への補助参加」（ジュリスト増刊・会社法の争点162-163頁、2009年）
- 「消滅時効・除斥期間と出訴期間に関する手続法的な若干の検討」（民事研修（みんけん）635号2-10頁、2010年）
- 「口頭弁論の現状と課題」（法律時報83巻7号26-31頁、2011年）
- 「複数の店舗が取り扱う預金債権の差押命令申立ての適法性に関する最近の裁判例について」（銀行法務21第732号23-31頁、2011年）
- 「適格消費者団体による差止請求に関する諸問題」（NBL959号27-38頁、2011年）
- 「強制執行の実効性確保と法的立場の互換性」（消費者法ニュース93号1頁、2012年）
- 『民事訴訟法の改正課題』（ジュリスト増刊）執筆分担、2012年
- 「建物収去土地明渡執行・建物退去土地明渡執行の構造」（新民事執行実務11号151-159頁、2013年）

### 判例評釈
- 「債権者が代位行使する被代位債権について別の債権者が得た転付命令の効力（大阪高判平成18年12月13日判時1984号39頁）」（私法判例リマークス38号130-133、2009年）
- 「占有の訴えに対する本権に基づく反訴（最判昭和40年3月4日民集19巻2号197頁）」（別冊ジュリスト・民法判例百選Ⅰ〔第6版〕138-139頁、2009年）
- 「破産債権者が複数の債権のうち一部の債権の全額について、根抵当権の目的不動産の任意売却により弁済を受けた場合の開始時現存額主義の適用範囲（大阪高判平成20年5月30日金法1839号41頁）」（金融法務事情1876号52-55頁、2009年）
- （労働委員会命令例評釈）「物件提出命令における『証明すべき事実』と不当労働行為構成事実等との関連性の要件、『証明すべき事実』の記載の在り方（中労委平成21年3月18日決定別冊中時1373号66頁）」（中央労働時報1108号23-31頁、2009年）
- 「保全すべき権利が発令時から存在しなかったものと本案訴訟の判決で判断され、仮処分命令が事情の変更により取り消された場合に、当該仮処分命令の債務者が、保全執行としてされた間接強制決定に基づき取り立てられた金銭について不当利得返還請求をすることができるか（最判平成21年4月24日民集63巻4号765頁）」（速報判例解説5号149-152頁、2009年）
- 「差押命令送達時より後に発生する普通預金債権の差押え（東京高決平成20年11月7日判タ1290号304頁）」（金融商事判例1336号188-191頁、2010年）
- 「法定訴訟担当―遺言執行者（最判昭和51年7月19日民集30巻7号706頁）」（別冊ジュリスト・民事訴訟法判例百選〔第4版〕28-31頁、2010年）
- 「担保不動産収益執行における担保不動産の収益に係る給付を求める権利の帰属（最判平成21年7月3日民集63巻6号1047頁）」（速報判例解説7号153-156頁、2010年）
- 「手形の商事留置権者による取立てと弁済充当（東京高判平成21年9月9日金判1325号28頁）」（金融商事判例1361号66-67頁、2013年）
- 「適格消費者団体による差止請求訴訟について、書面による事前の請求があったとしたうえ、一部は請求の特定に欠けるとして訴えを却下し、その余の請求のうち一部を認容し、一部を棄却した事例（京都地判平成21年9月30日判時2068号134頁）」（現代消費者法10号103-109頁、2013年）
- 「株主代表訴訟の被告側への会社の補助参加の可否（最決平成13年1月30日民集55巻1号30頁）」（別冊ジュリスト・会社法判例百選〔第2版〕144-145頁、2013年）
- 「仮の地位を定める仮処分(1)－審尋の要否（最大判昭和61年6月11日民集40巻4号872頁）」（別冊ジュリスト・民事執行・保全判例百選〔第2版〕184-185頁、2012年）
- 「権利能力のない社団を債務者とする金銭債権を有する債権者が、当該社団の構成員全員に総有的に帰属し、当該社団のために第三者がその登記名義人とされている不動産に対して仮差押えをする場合における申立ての方法（最決平成23年2月9日民集65巻2号665頁）」（金融法務事情1953号48-51頁、2012年）
- 「事業再生ADR手続の申請に向けた支払猶予の申入れ等の後にされた対抗要件具備行為に対する会社更生法に基づく対抗要件否認と詐害行為否認の可否（東京地決平成23年11月24日金法1940号148頁）」（事業再生と債権管理138号12-17頁、2012年）
- 「対抗要件の否認（最判昭和45年8月20日民集24巻9号1339頁）」（別冊ジュリスト・倒産判例百選〔第5版〕74-75頁、2013年）
- 「仮執行宣言に基づく強制執行により建物が明け渡された場合における併合請求についての控訴審の判断（最判平成24年4月6日民集66巻6号2535頁）」（金融法務事情1977号48-51頁、2013年）

### 学会報告・講演録
- 「会社法の制定と民事手続法上の問題点Ⅱ 株主代表訴訟における訴訟要件・不提訴通知・訴訟参加をめぐる問題」（日本民事訴訟法学会「民事訴訟雑誌」55号141-149、177-178頁、2009年）
- 「消費者集合訴訟の基本構成―請求の特定、判決の内容等の各種問題」（日本民事訴訟法学会〔民事訴訟雑誌58号（平成24年3月）82-93、120-123頁所収〕、2011年）
- 「適格消費者団体による差止請求に関する諸問題」（日本私法学会〔前掲NBL959号27-38頁及び私法74号（平成24年4月）45-46頁所収〕、2011年）
- 「民事調停の機能強化に関する若干の検討」（仲裁ADR法学会〔仲裁とADR8号（平成25年6月）117-121、129-130頁所収〕、2012年）
- 「債権執行における差押債権の特定をめぐって」（先物取引被害研究39号15-22頁、2012年）
- 「強制執行の実効性確保をめぐって」（先物取引被害研究40号26-32頁、2013年）

### 座談会
- 「開始時現存額主義の適用範囲をめぐる最高裁判決の射程と実務対応」（金融法務事情1902号18-42頁、2010年）
- 「本書の使い方・読み方」・「事実認定の能力向上のために」（土屋文昭・林道晴編『ステップアップ民事事実認定』（有斐閣）1-23、239-261頁、2010年）
- 「簡裁民事調停の機能強化について」（判例タイムズ1383号5-28頁、2013年）

## 所属学会
- 日本民事訴訟法学会（理事）
- 日本私法学会
- 仲裁ADR法学会（理事）
- 法と教育学会

## 社会活動
- 法科大学院協会常務委員・カリキュラム等検討委員会主任
- 京都家庭裁判所家事調停委員
- 法務省法教育推進協議会委員・法教育普及検討部会構成員
- 司法試験委員会幹事
- 文部科学省中央教育審議会専門委員
- 特許庁審判参与
- 京都府労働委員会公益委員
- 公益財団法人民事紛争処理研究基金選考委員